# Siberische gladbuiksteur
De Siberische gladbuiksteur (Acipenser baerii) ook bekend onder de naam Siberische steur is een straalvinnige vissensoort uit de familie van de steuren (Acipenseridae). De soort dankt haar wetenschappelijke naam aan de wetenschapper Karl Ernst von Baer.

## Beschrijving
Het dier heeft een lange spitse snuit en kan een lengte bereiken van 200 cm. De beenplaten op de flanken hebben dezelfde kleur als het lichaam. Hiermee onderscheid de soort zich van andere steuren waarbij deze platen een lichtere kleur hebben dan het lichaam.
Een volwassen Siberische steur weegt meestal ongeveer 65 kg, met aanzienlijke variabiliteit tussen en binnen stroomgebieden. Het maximale geregistreerde gewicht was 210 kg. Zoals bij alle andere Acipenseridae, heeft de Siberische steur een lange levensduur (tot 60 jaar) en een lange duur om seksuele volwassenheid te bereiken (mannen van 11-24 jaar, vrouwen van 20-28 jaar). Ze paaien in sterke stroming van rivieren op stenig of grindig substraat. De Siberische steur voedt zich met een verscheidenheid aan bodemorganismen, als schaaldieren en muggelarven.

## Verspreiding
De Siberische steur komt, zoals de naam al aangeeft van nature voor in Siberië en het noorden van China, Kazachstan en Mongolië. In Nederland worden soms uit vijvers of aquaria vrijgelaten exemplaren aangetroffen. De soort had een sterke achteruitgang in zijn natuurlijke verspreidingsgebied als gevolg van habitatverlies en - degradatie en stroperij. Tot 40% van het Siberische steurhabitat is ontoegankelijk geworden door het afdammen van de rivieren. Hierboven op leidt watervervuiling op bepaalde plaatsen tot aanzienlijke negatieve effecten op de reproductieve ontwikkeling van geslachtsklieren. Dit heeft er toe geleid dat de soort nu wordt gezien als een ernstig bedreigde diersoort.

## Baikalsteur

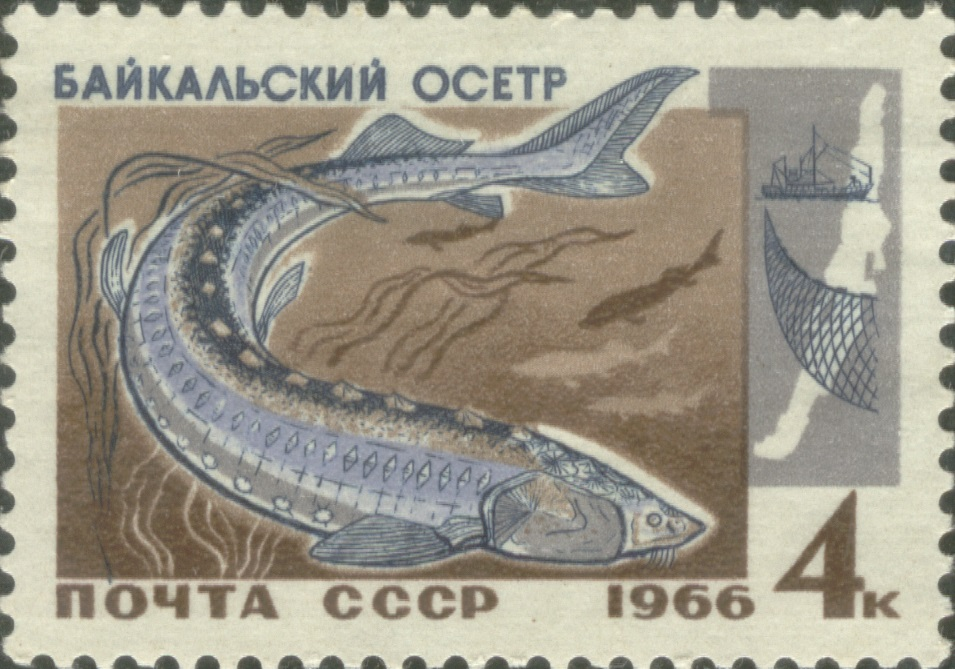
Postzegel Sovjet-Unie met Baikalsteur

Sommige auteurs beschouwen de Baikalsteur (A. baerii baicalensis) als een ondersoort van de Siberische steur. In dat geval zou de Siberische steur als formele wetenschappelijke naam A. baerii baerii krijgen. De Catalogue of Life: 2019 Annual Checklist beschouwd beide ondersoorten echter als synoniemen van Á. baerii.
Het verspreidingsgebied van de Baikalsteur is beperkt tot het Baikalmeer. Hier bevindt het zich voornamelijk in het noordelijke uiteinde van het meer waar het aanzienlijke bewegingen maakt langs de kust. In de paaitijd migreert het de Selenga rivier op om te paaien. Niet lang geleden waren Baikalsteuren met een gewicht van 125 kg niet ongewoon. De Baikalsteur wordt nu echter gezien als een bedreigde diersoort.

## Aquacultuur
Terwijl de wilde vangsten over het algemeen zijn afgenomen, wordt de Siberische steur in toenemende mate in aquacultuur gekweekt zowel voor vlees als om kaviaar te produceren. Omdat de Lena-populatie van A. baerii zijn levenscyclus geheel voltooit in zoet water en relatief vroeg seksueel rijp wordt, is het meest voorkomende kweekpopulatie voor in gevangenschap gefokte exemplaren. De belangrijkste producent van Siberische steurkaviaar is Frankrijk, terwijl de grootste vleesproducenten Rusland en China zijn.

## Afbeeldingen

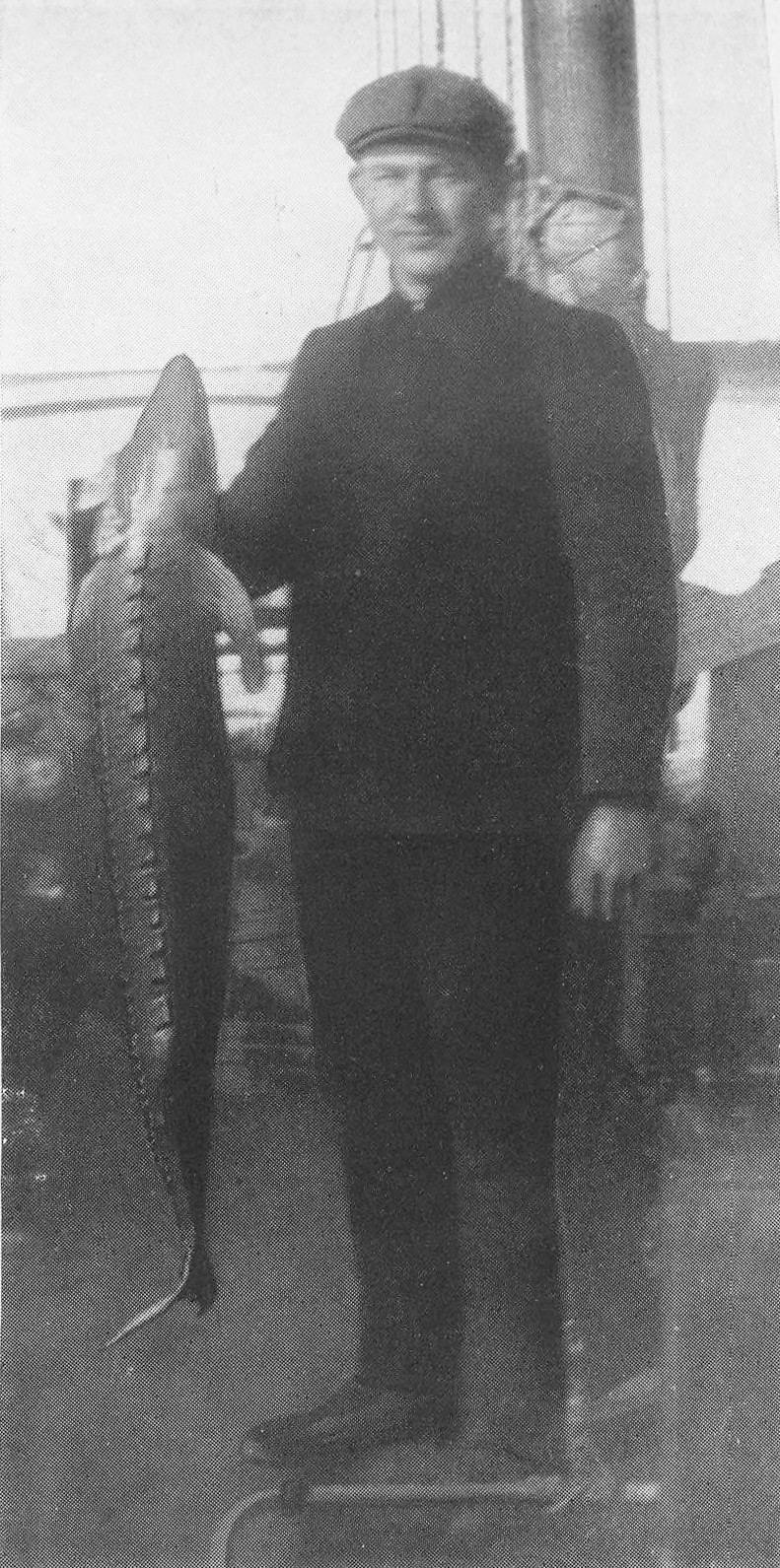
Alexei, de kok met een steur
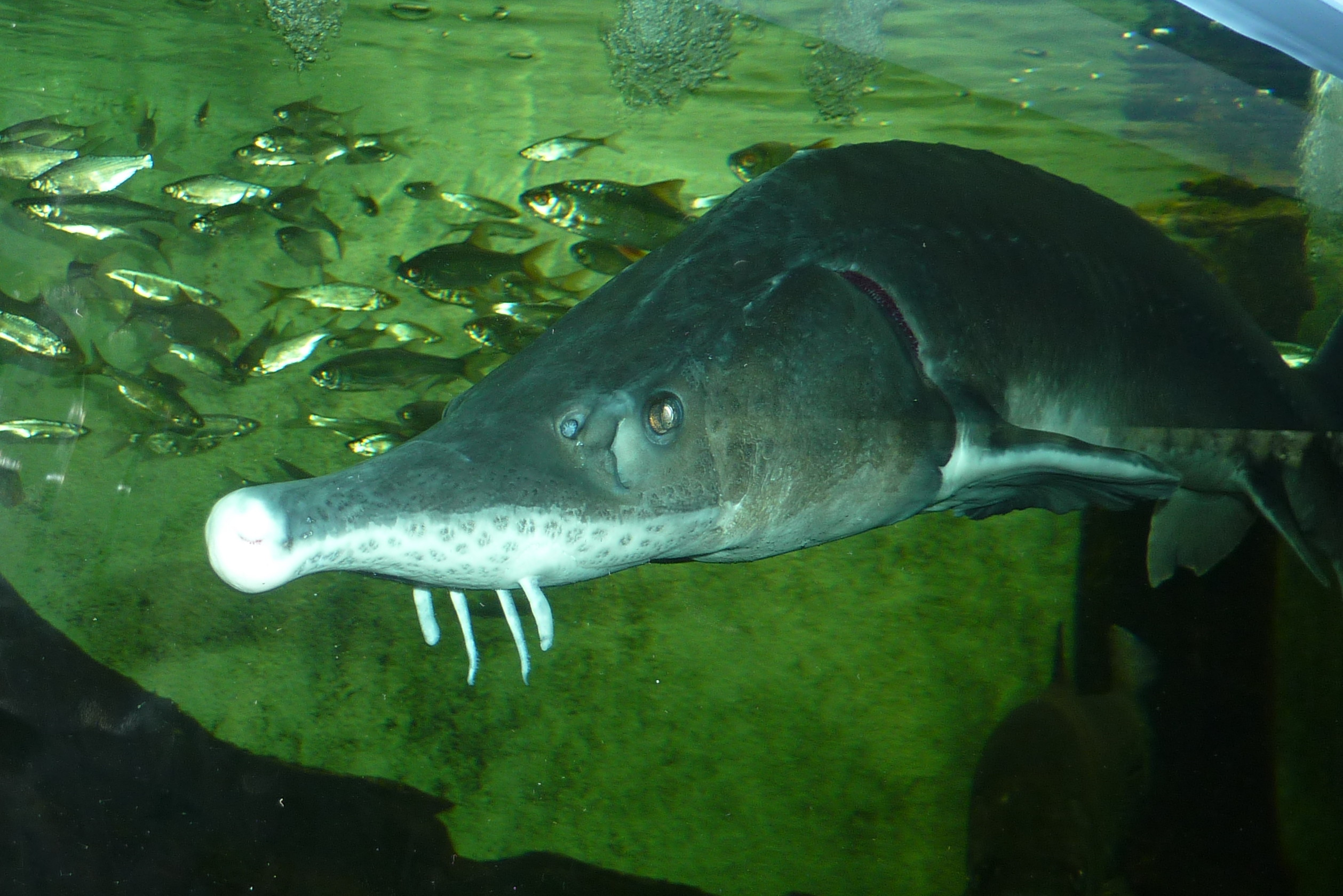
A. baerii
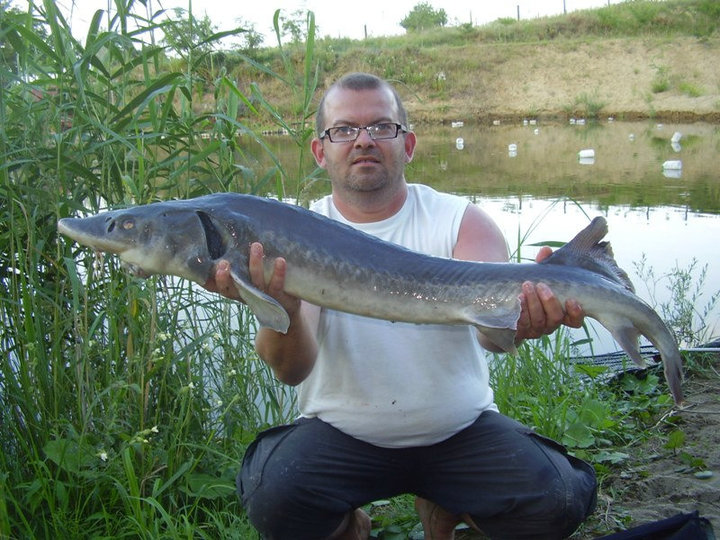
A. baerii gevangen in Hongarije (gewicht: 5,38 kg)
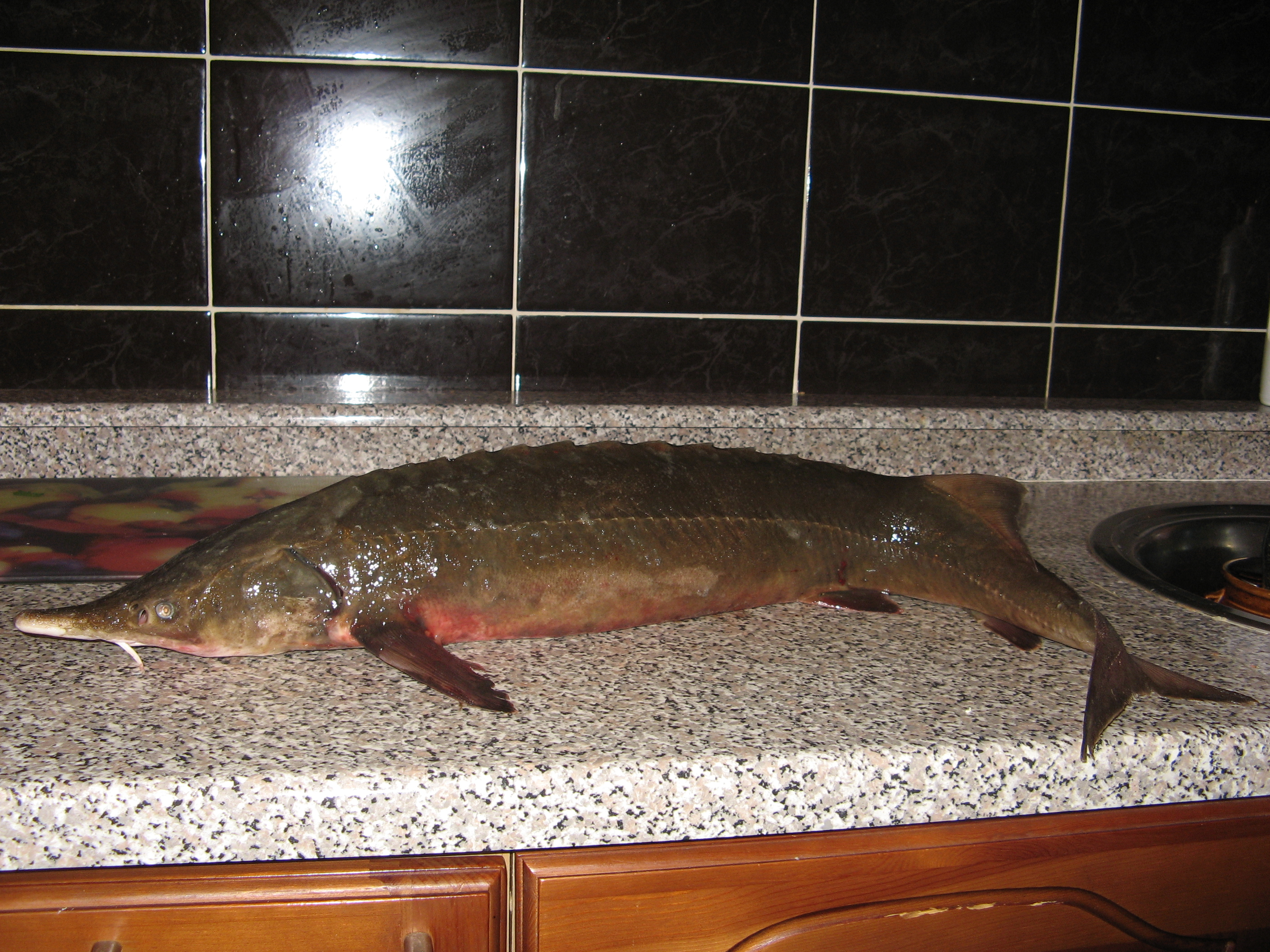
A. baerii
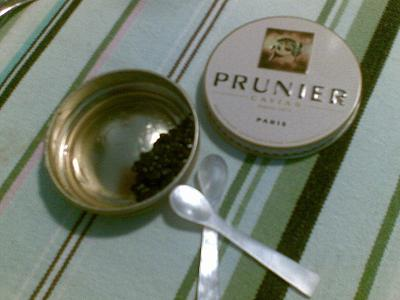
Kaviaar van A. baeri